# Södra Förstaden

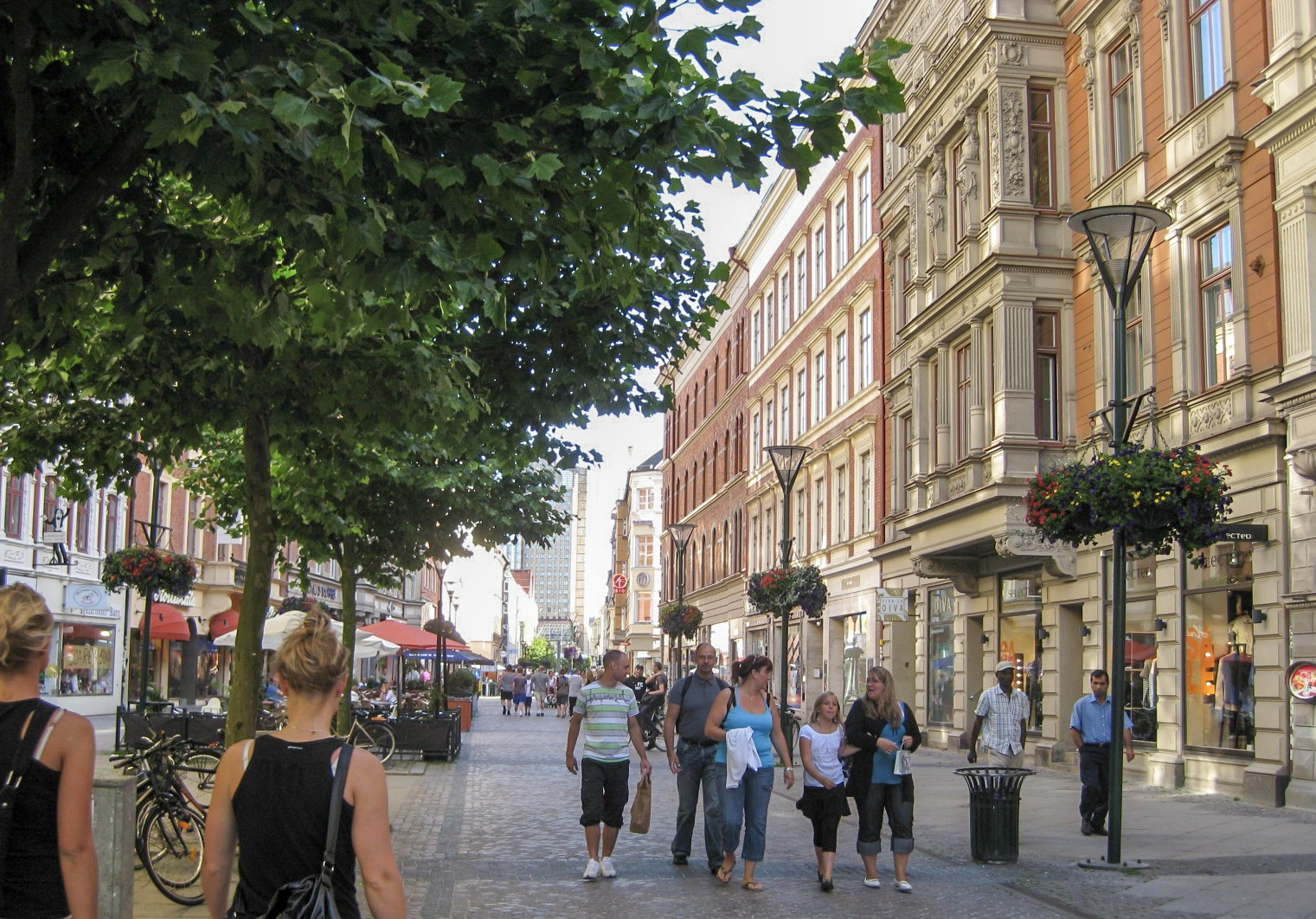
Södra Förstadsgatan

Södra Förstaden var förr en stadsdel i vad som då räknades som södra Malmö.
Området motsvarade ungefär de nuvarande delområdena Davidshall, Lugnet och Rådmansvången i stadsdel Centrum. Genom området går Södra Förstadsgatan, idag ett av Malmös butiksstråk som delvis är gågata.
Petersburg var namnet på en fastighet från 1870-talet på Södra Förstaden nr. 42, vilken 1927 gav namn åt Petersburgsgatan som numera försvunnen och ingående i Universitetssjukhuset Mas område.